# G.rev
 (novembre 2018).
Si vous disposez d'ouvrages ou d'articles de référence ou si vous connaissez des sites web de qualité traitant du thème abordé ici, merci de compléter l'article en donnant les références utiles à sa vérifiabilité et en les liant à la section « Notes et références ».
G.rev (prononcer « gref », diminutif de G.revolution) est une société de développement de jeux vidéo, de nationalité japonaise.

## Histoire
G.rev est spécialisée dans les jeux d'arcade et plus spécialement le shoot'em up, créée en mai 2000 et constituée de huit employés dont cinq ex-employés de la société Taïto qui ont participé au développement des shoot'em up G-Darius et RayStorm. Le G du nom de la société fait d'ailleurs référence au jeu G Darius.
La petite équipe commence par travailler pour le compte de Sega et de Treasure Co. Ltd en développant des moteurs 3D comme celui d'Ikaruga. Parallèlement, ils développent leur premier jeu en arcade, un puzzle game à très petit budget: Doki Doki Idol Star Seeker dont une version pour téléphone mobile puis une version « remix » sur console Dreamcast voient le jour en 2002.
G.rev se fait connaître auprès des joueurs en 2003 avec leur premier vrai gros jeu en arcade, Border Down qui rencontre un grand succès au Japon. Le jeu se voit adapter le 25 septembre 2003 sur Dreamcast, et permet à G.Rev de se faire une place de choix dans le cœur des amateurs de la console, qui n'espéraient plus voir arriver de jeux de ce calibre sur celle-ci.
G.rev participe ensuite en 2004 au développement du jeu Gradius V sur console PlayStation 2 en coopération avec les sociétés Treasure Co. Ltd et Konami. Un an plus tard, ils sortent leur troisième jeu en arcade : Senko No Ronde, mélange de shoot'em up et de jeu de combat qui rencontre là aussi un grand succès auprès des joueurs, et qui fait de G.Rev l'un des studios majeurs du shoot'em up moderne. Senko no Ronde connaitra plusieurs versions en arcade; Senko no Ronde New Version, Senko no Ronde SP et une version sur Xbox 360 en juillet 2006 : Senko no Ronde rev.X
En mars 2006, c'est au tour de Under Defeat, alors tout juste sorti en arcade, d'être porté sur Dreamcast ce qui confirme la place de G.rev dans l'estime des joueurs japonais.

## Jeux développés par G.rev
- 2003 - Border Down (Arcade, Dreamcast)
- 2006 - WarTech: Senko No Ronde (Xbox 360)
- 2006 - Under Defeat (Arcade, Dreamcast)
- 2010 - Senkô No Ronde DUO (Xbox 360)
- 2011 - Seisou Kouki Strania (Xbox 360)
- 2012 - Under Defeat HD (Xbox 360, PlayStation3)[2]
- Senko no Ronde SP (Arcade)
- Senko no Ronde New Version (Arcade)
- Senko no Ronde (Arcade)
- Doki Doki Idol Star Seeker (Arcade)
- Doki Doki Idol Star Seeker Remix (Dreamcast)
- SIMPLE 1500 Series Vol.66 The Kaiten Mawasunda!! (PlayStation)
- Star Seeker (téléphone mobile)
- Fairyland Story (téléphone mobile)
- Densha de Go (téléphone mobile)